# Fasivocika, Makariv
Fasivocika (în ucraineană Фасівочка) este un sat în așezarea urbană Makariv din regiunea Kiev, Ucraina.

## Demografie
Componența lingvistică a localității Fasivocika
     Ucraineană (97,4%)
     Rusă (2,6%)
Conform recensământului din 2001, majoritatea populației localității Fasivocika era vorbitoare de ucraineană (97,4%), existând în minoritate și vorbitori de rusă (2,6%).